# لاپ (آریزونا)
لاپ (به انگلیسی: Leupp) یک منطقهٔ مسکونی در ایالات متحده آمریکا است که در شهرستان کاکانینو، آریزونا واقع شده‌است. لاپ ۳۵٫۱۲ کیلومتر مربع مساحت و ۵۲٬۵۲۷ نفر جمعیت دارد و ۱٬۴۵۲ متر بالاتر از سطح دریا واقع شده‌است.